# Konār Balūţ
Konār Balūţ (persiska: کنار بلوط) är en ort i Iran.   Den ligger i provinsen Lorestan, i den västra delen av landet, 500 km sydväst om huvudstaden Teheran. Konār Balūţ ligger 481 meter över havet och antalet invånare är 328.
Terrängen runt Konār Balūţ är varierad.Runt Konār Balūţ är det ganska glesbefolkat, med 28 invånare per kvadratkilometer. Närmaste större samhälle är Poldokhtar, 16,3 km norr om Konār Balūţ. Omgivningarna runt Konār Balūţ är i huvudsak ett öppet busklandskap.